# Jaume Queraltó i Ros
Jaume Queraltó i Ros (Sant Andreu de Palomar, Barcelonès 1868 - Barcelona 1932) fou un metge català i conegut republicà. Va ser un dels fundadors el 1892 de l'Acadèmia d'Higiene de Catalunya i de l'Institut Mèdic Social de Catalunya. El 1898 va editar la primera revista mèdica escrita en català, La Gynecologia Catalana. Assolí molta popularitat en interessar-se pel tractament de la tuberculosi i fou un dels organitzadors del primer Congrés Espanyol Internacional de la Tuberculosi, alhora que denuncià la tasca del Patronat Oficial de Lluita contra la Tuberculosi.
No militava en cap partit, però el seu republicanisme el va dur a encapçalar la candidatura del grup Renovació Republicana i el 1914 i el 1916 formà part com a candidat independent del Bloc Republicà Autonomista. Amb el desenvolupament de la Primera Guerra Mundial, va prendre una postura francòfila, tot i que inicialment s'havia postulat per la neutralitat. Ha escrit nombrosos tractats mèdics, alguns d'ells en català.

## Obres
- Etiología y patogenia de la metritis simple (1894)
- La medicación antitérmica en los procesos febriles agudos (1895)
- Higiene de la mujer (1905)
- La tasca social de la higiene (1907)